# Шотландська партія зелених
Шотландська партія зелених (англ.:The Scottish Green Party; гельська:Pàrtaidh Uaine na h-Alba; шотл.: Scots Green Pairty)— політична партія в Шотландії. Станом на 2016 рік партія має шість в шотландському парламенті, а також 12 радників в 5 з 32 шотландських місцевих рад.
Шотландська партія зелених була створена в 1990 році, коли колишня Зелена партія роздпалася на окремі незалежні партії: Шотландську, Північно-Ірландську, а також Англійську та Валійську. Партія є філією Глобальних Зелених і Європейської партії зелених. Партійність різко зросла після шотландського референдуму про незалежність. Станом на травень 2016 року, Шотландська партія зелених стала четвертою за величиною партією в Шотландії, випередивши шотландських ліберал-демократів.

## Організація
Шотландська партія зелених повністю незалежна, але тісно співпрацює з іншими зеленими партіями Об'єднаного Королівства та Ірландії: Партією зелених Англії й Уельсу, Партією зелених в Північній Ірландії і Зеленою партією Ірландії. Вона є дійсним членом Європейської партії зелених. Партія в даний час має шість місць у Шотландському парламенті і чотирнадцять членів ради. На Вестмінстерських виборах 2005 року партія добивалась 19 місць і отримала 25 760 голосів. Найбільщу кількість голосів — 7,7 % партія отримала на Півночі Глазго. На виборах Європейського парламенту 2004 року партія завоювала 6,8 % голосів і не отримала місць в Європейському парламенті. Вона втратила 5 з 7 місць на виборах до Шотландського парламенту в 2007.
За даними рахунків, поданих до виборчої комісії за рік (до 31 грудня 2009 р.), того року партія мала дохід в розмірі близько 90230 фунтів, витратила 61165 фунтів і налічувала 1072 членів партії. Під час референдуму про незалежність Шотландії членство збільшилося до більш ніж 5000 чоловік. Видавши свій маніфест до Загальних виборів 2015 року, Шотландська партія зелених заявила про наявність більш ніж 8500 членів. До жовтня 2015 року партія проводила найчисельніший з'їзд з кількістю членів більшою ніж 9000 осіб.

### З'їзди
Шотландська партія зелених проводить з'їзди кожну весну й осінь, на яких збираються члени партії з усієї Шотландії для того, щоб колективно вирішувати усі справи Партії зелених, присутні також делегати, що голосують за рішення щодо партійних питань та питань політики.

### Гілки партії
Партія складається з гілок, кожна з яких охоплює певну географічну зону. Їх члени зустрічаються регулярно.

### Партійні угруповання
Шотландська партія зелених містить 4 самоорганізовані групи:
- Scottish Young Greens
- Women's Network
- Rainbow Greens
- Disabled Network

Для угруповань існують додаткові зустірчі та обговорення, які проводяться окремо від головних партійних зустрічей.

## Історія партії
Шотландська партія зелених виникла як шотландська гілка Екологічної партії, заснованої в 1978 році Леслі Спур. Екологічна партія стала Британською партією зелених і залишалася її складовою до 1990 року, коли Шотландська партія зелених відокремилась. Поділ відбувся безконфліктної: Шотландська партія зелених підтримала референдум з питання незалежності Шотландії і у своєму маніфесті Європейських виборів 1989 року виступила проти вступу Великої Британії в Європейську економічну спільнот, стверджуючи, що це може викликати масове безробіття в Шотландії, посприяти тому, що Шотландська економіка буде базуватися на туризмі, зруйнувати місцеві ринки продуктів харчування і привести до катастрофічних екологічних збитків.
Шотландська партія зелених отримує вигоду від того, що Британський уряд створив Шотландський парламент, який обирається за допомогою додаткової системи пропорційного представництва. У перших виборах в цей парламент, в 1999 році, Шотландська партія зелених отримала одного члена шотландського парламенту (MSP), обраного на основі пропорційного представництва, Робіна Харпера, першого обраного Зеленого парламентарія Великої Британії (Джордж Маклеод раніше представляв Британську Зелену партію в палаті лордів). З 1 травня 2003 року Шотландські зелені отримали ще шість нових місць.
На виборах 2007 року партія втратила п'ять місць в Холіруд. Проте, на виборах ради вони отримали трьох радників у Міській раді Единбурга і п'ять радників у Міській раді Глазго. 11 травня Зелені підписали угоду з Шотландською національної партією, а це означало, що Зелені проголосували за Алекса Салмонда як першого міністра і підтримали його призначення міністрів. У свою чергу, Націоналісти підтримали законопроєкт про зміну клімату як початковий захід і пообіцяли видати закон проти передачі нафти шляхом «судно-судно» в Ферт-оф-Форт. Шотландська партія націоналістів також погодилася призначити Патріка Харві, одного з членів Зелених, для скликання одного з комітетів Холіруд: зміни транспорту, інфраструктури і клімату.
28 січня 2009 року, два представники партії Зелених з Шотландського парламенту зіграли неабияку роль в розгромі бюджету уряду, хоча злегка змінена версія цього з'явилася наступного тижня. 31 травня член ради Мартін Форд, колишній ліберал-демократ, приєднався до шотландської Партії зелених в знак протесту проти планів Дональда Трампа з розвитку важливого сайту про довкілля в Міні (Menie).13 жовтня 2009 року до нього приєдналася колишня ліберал-демократ Дебра Сторр. Обидва Радники продовжували служити в Абердиншир як члени Демократичної незалежної групи. На шотландських місцевих виборах 2012 року Дебра Сторр поступилася, щоб зосередитися на своїй професійній кар'єрі. Радник Мартін Форд був знову обраний, на цей раз як кандидат Шотландської партії зелених.
Після того, як шотландський уряд оголосив референдум про незалежність Шотландії, група під назвою «Так, Шотландія» була створена з метою заохочення голосувати за незалежність. Провідні члени шотландської партії зелених активно підтримували і були залучені в кампанію з самого початку, серед членів Консультативної Ради був і Патрік Харві. У листопаді 2013 року, Едінбурзька радниця Меггі Чапман стала наступницею Марти Уордроп як співкерівник партії. У грудні колишній співкерівник Робін Харпер сказав, що він «точно проголосує: Ні» на референдумі про незалежність і запропонував свою підтримку кампанії «Better Together» не зважаючи на протиріччя з офіційною політикою партії і її нинішнім керівництвом. Він продовжував говорити про бажання допомогти «Better Together», і про «значну меншість» Зелених, які виступають проти незалежності. Унікальність Партії Зелених серед партій в Парламенті Шотландії полягає в тому, що вона відкрита до розбіжностей думок щодо конституційних питань і спокійно до них ставиться. Співорганізатор Патрік Харві вказує, що «навіть тверді прихильники незалежності в рамках Партії Зелених, як правило, більш сильно мотивовані іншими аспектами нашого політичного порядку денного …»
У лютому 2005 року партія оголосила про плани щодо висунення кандидатів на 19 місць на виборах Вестмінстера 2005 року. У лютому 2015 року, партія оголосила, що вона буде висувати кандидатів на 32 місця для проведення загальних виборів Великої Британії у 2015 році.

## Політика
Партію асоціюють здебільшого з політикою щодо довкілля, але вона підтримувала громадську економічну політику, в тому числі добре фінансовані, місцеві державних послуги в рамках стаціонарної економіки, сприяла пропорційному представництву і має прогресивний підхід до соціальної політики. Партія також виступає категорично проти ядерної енергетики та ядерної програми Trident. Це єдина партія, крім Шотландської національної партії яка підтримує незалежність Шотландії і має представництво в шотландському парламенті.
За даними сайту партії, Зелені прихильні до формування сталого суспільства і керуються 4 взаємопов'язаними принципами:
- Екологія: Наше довкілля є основою, на якій формується кожне суспільство. Всякий раз, коли ми шкодимо довкіллю, ми шкодимо собі. Повага до нашого середовища дуже важлива.
- Рівність: Тільки тоді, коли суспільство звільняється від бідності, індивідууми можуть брати на себе відповідальність за вирішення більш обширних питань. Наше суспільство має ґрунтуватися на співпраці і повазі. Ми виступаємо проти дискримінації за ознакою статі, раси, сексуальної орієнтації, інвалідності, віку або релігії.
- Радикальна Демократія: Політика занадто часто проводиться в поляризованій, конфронтаційній атмосфері. Ми повинні розробити децентралізовані, системи, які будуть заохочувати індивідуумів контролювати рішення, що впливатимуть на їхнє життя.
- Мир і ненасильство: Насильство на всіх рівнях людської взаємодії має бути усунуто і замінено на гнучкі відносини, що характеризуються повагою та справедливістю.

Партія стверджує, що, разом узяті, ці принципи дають партії цілісне уявлення, що ж спільним для усіх Зелених партій світу.

## Члени Шотландського парламенту
Всі члени Зеленої партії Шотландського парламенту були обрані за списком або за системою «top-up».

### Нинішні члени Парламенту
- Джон Фінні є представником регіону Highlands і Islands.
- Росс Грір є представником Західного регіону Шотландії.
- Патрік Харві — представник регіону Глазго і був обраний співкерівником партії в листопаді 2008 року.
- Алісон Джонстон є представником регіону Лотіан.
- Марк Раскелл є представником регіону Середина Шотландії(Middle Scotland) і Файф. Раніше він представляв цей регіон в період між 2003 і 2007 рр.
- Енді Уайтман є представником регіону Лотіан.

### Колишні члени Парламенту
- Шіон Бейрд — північнний схід Шотландії.
- Кріс Баланс — південь Шотландії.
- Марк Баллард — Лотіан.
- Робін Харпер — Лотіан. Харпер був першим обраний Зелений парламентарієм у Великій Британії.
- Елеонора Скотт — the Highlands and Islands. Була співкерівником партії з 2008 по 2011 рік.
- Джон Вілсон. Виступав в ролі незалежного члена в 4-му Шотландському парламенті, залишивши партію Націоналістів через зміну політики щодо членства в НАТО. Він виступав за Зелених на виборах 2016 року, але безуспішно.

## Члени ради
Партія зробила свої перші великі прориви на рівні ради в місцевих виборах 2007 року, обравши 8 радників. На місцевих виборах 2012 року їх кількість збільшилась до 14. Однак, у травні 2015 року, один з членів Ради Глазго пішов у відставку, і кількість зменшилась до 13. Ще один, з ради міста Единбург, пішов у відставку в червні цього року щоб зосередитися на загальних шотландських виборах 2016 року.

### Рада Абердінширу
- Мартін Форд (виборчий округ East Garioch)

### Міська рада Единбурга
- Чес Бут (виборчий округ Leith)
- Стів Берджесс (виборчий округ Southside / Newington)
- Мері Кемпбелл (виборчий округ Портобелло / Craigmilla)
- Гевін Корбетт (виборчий округ Fountainbridge / Craiglockhart)
- Мелані Main (виборчий округ Morningside)
- Клер Міллер (Центр міста)
- Сьюзен Рей (виборчий округ Leith Walk)
- Алекс Станіфорт (виборчий округ Craigentinny / Duddingston)

### Міська рада Глазго
- Мартін Бартош (виборчий округ Partick East / Kelvindale)
- Кім Лонг (виборчий округ Dennistoun)
- Крісті Мернс (виборчий округ Anderston / City/ Yorkhill)
- Джон Моліна (виборчий округ Pollokshields)
- Марта Уордроп (виборчий округ Hillhead)
- Тетяна Віслі (виборчий округ Langside)
- Аллан Янг (виборчий округ Govan)

### Рада Високогір'я (Highland)
- Піппа Хадлі (виборчий округ Badenoch & Strathspey)

### Рада Оркнейських островів
- Стів Санки (виборчий округ East mainaln, South Ronaldsay, Burray)

### Рада Stirling
- Аласдейр Толемач (виборчий округ Dunblane, Bridge of Allan)

### Попередні Радники
- Денні Алдерсов (центральний виборчий округ Southside, рада Глазго, 2007–12)
- Нігел Багша (виборчий округ Inverleith, міська рада Единбурга, 2012-17)
- Ніна Бейкер (Андерстон, Міська рада Глазго, 2007-17)
- Аян Бакстер (виборчий округ Боннірігг, Рада Midlothian, 2012-17)
- Маггі Чапман (виборчий округ Leith Walk, міська рада Единбурга, 2007-15)
- Стюарт Клей (виборчий округ Patrick West, Міська рада Глазго, 2007-12)
- Ліам Хейні (виборчий округ Langside, Міська рада Глазго, 2012-15)
- Алісон Джонстон (виборчий округ Meadows / Morningside, міська рада Единбурга, 2007-12)
- Марк Раскелл (виборчий округ Dunblane і Bridge of Allan, рада Stirling, 2012-17)
- Кіран Вайлд (виборчий округ Canal, Міська рада Глазго, 2012-17)